# Sherwood (Dakota Północna)
Sherwood – miasto w Stanach Zjednoczonych, w stanie Dakota Północna, w hrabstwie Renville.